# Дигилвил
Дигилвил (фр. Digulleville) насеље је и општина у северној Француској у региону Доња Нормандија, у департману Манш која припада префектури Cherbourg.
По подацима из 2011. године у општини је живело 287 становника, а густина насељености је износила 36,38 становника/km². Општина се простире на површини од 7,89 km². Налази се на средњој надморској висини од 70 метара (максималној 182 m, а минималној 0 m).

## Демографија
| 1962. | 1968. | 1975. | 1982. | 1990. | 1999. | 2011. |
| ----- | ----- | ----- | ----- | ----- | ----- | ----- |
| 164   | 179   | 173   | 185   | 230   | 248   | 287   |

График промене броја становника у току последњих година